# Chieri '76 Volleyball
Chieri '76 Volleyball  är en volleybollklubb från Chieri, Italien. Klubben bildades 14 maj 2009 och började spela i serie B2. Genom en framgångsrik säsong 2010-11 kvalificerade de sig för serie B1 följande år. Efter fortsatta framgångar debuterade de i serie A2 2015-16 och i serie A1 (högsta serien) 2017-18. De har spelat i högsta serien sedan de debuterade där. 
Av sponsorsskäl har klubben använt sig av följande namn:
- Chieri '76 Carol's (2009–2015)
- Chieri '76 Volleyball (2015–2015)
- Fenera Chieri (2015–)